# Copelatus agaroensis
Copelatus agaroensis är en skalbaggsart som beskrevs av Balke in Shaverdo, Monaghan, Lees, Ranaivosolo och Michael Balke 2008. Copelatus agaroensis ingår i släktet Copelatus och familjen dykare. Inga underarter finns listade i Catalogue of Life.